# Olivier Las Vergnas
Pour les articles homonymes, voir Las Vergnas.
Olivier Las Vergnas, né à Paris le 9 décembre 1954, est un astronome et universitaire français. Il préside depuis 1993 l'Association française d'astronomie et est le créateur des Cités des métiers. Il est aussi l'un des créateurs de la Nuit des étoiles. Il est actuellement professeur des universités en sciences de l'éducation et de la formation à l'université Paris-Nanterre, après l'avoir été à Lille, où il était directeur de la composante Sciences de l'éducation et de la formation des adultes (SEFA) et du Laboratoire CIREL.

## Biographie
Olivier Las Vergnas est le fils de l'homme de lettres et universitaire Raymond Las Vergnas et d'Anne-Marie Las Vergnas, également femme de lettres, plus connue sous son nom de plume d'Anne-Marie Soulac.

### Formation et activités d'enseignement et de recherche
Après des études universitaires de  physique fondamentale et de statistique suivies en cours du soir, Olivier Las Vergnas soutient sa thèse « Contribution à l’étude des estimations historiques des éclats des étoiles brillantes par des analyses multidimensionnelles », sous la direction de Jean-Paul Benzécri, au sein d'une équipe mixte du Laboratoire de statistique multidimensionnelle de l’université Pierre-et-Marie-Curie et de l'observatoire de Paris-Meudon. Il est docteur ès sciences de l’Univers et titulaire d'une habilitation à diriger des recherches en sciences de l'éducation.
Il est depuis le 1er septembre 2014 professeur en sciences de l'éducation et de la formation. Il exerce depuis la rentrée 2020 à l'université Paris-Nanterre où il anime l'équipe "apprenance, formation et digital" fondée par  Philippe Carré. Au préalable il a exercé à l'Université des sciences et technologies de Lille (Lille 1, incorporée au 1er janvier 2018 au sein de l'université de Lille, créée par fusion d'universités jusqu'alors sectorielles). Il y a dirigé le laboratoire CIREL (EA 4354) et la composante des sciences de l'éducation et de la formation des adultes (SEFA) et piloté en particulier un parcours de Master "ingénierie de formation des adultes". Il a y aussi assumé la vice-présidence déléguée de l'université au patrimoine et à culture scientifique en 2016 et 2017.   
Ses travaux de recherche en sciences de l'éducation portent sur les effets de la catégorisation scolaire des personnes en « scientifiques » ou « non scientifiques » ainsi que sur sa transgression, en particulier dans le cadre de collaborations entre profanes et chercheurs académiques, comme cela est le cas des scientifiques amateurs, des malades co-chercheurs en santé et dans les situations d’épidémiologie populaire. Il anime ainsi des travaux autour des "nouvelles coopérations réflexives en santé", des situations de "e-learning informel" et de l'institutionnalisation de la "culture scientifique et technique" en France.De plus, il s'intéresse à l'application des méthodes d'analyse des données et de classification en sciences humaines et sociales et en bibliométrie.  
Il publie également des romans d'anticipation sociale traitant d'intelligence artificielle et de génération d'intrigue, comme Un vrai temps de chiens, mettant en scène des chiens-robots pilotés par un système expert ou Romanesque 2.0 inspiré par la question de la génération automatique de textes.

### Activités à la Cité des sciences
Olivier Las Vergnas a travaillé pendant plus de 30 ans  à la Cité des sciences et de l'industrie. Il y était arrivé en 1984 dans l’équipe projet, deux ans avant son ouverture en 1986, pour mettre en place un centre de formation à la médiation et à la communication scientifique et technique. De 1998 à août 2014, il en a été le délégué (puis le délégué général) à l’insertion, la formation et l’activité professionnelles. À partir de 1993 il a été chef du département Cité des métiers qu’il avait créé en mars 1993. Entre 1997 et 2001, il a créé l’université ouverte de la société de l’information et des réseaux, s'appuyant en particulier sur la série de documentaires télévisés « Le temps des souris ».
En 2001, il a animé la création de l'association Réseau international des Cités des métiers dont il assure toujours le secrétariat général et qui réunissait, fin 2013, 39 sites labellisés — à partir de la charte et du cahier des charges créés pour la Cité des métiers de La Villette — et une cinquantaine de centres associés dans 10 pays. La même année, il avait créé avec Tu-Tam Ngûyen, la Cité de la santé, au sein de la médiathèque de la Cité des sciences et de l'industrie. Olivier Las Vergnas avait également créé avec J. Lagoute, J-L Hirribarren et R. Fabert l’année spéciale Médiation scientifique à l’IUT de Tours (1985) transformée en licence pro « Animation scientifique et éducation relative à l'environnement » depuis 2006.

### Activités associatives
Olivier Las Vergnas rejoint dès 1972 la Fédération nationale des clubs scientifiques du Palais de la découverte qui deviendra en 1977 l’Association nationale sciences techniques jeunesse ANSTJ, puis en 2002, Planète Sciences, où il a créé avec Jean-Marc Salomon le secteur astronomie qui développera la pédagogie de l’astronomie expérimentale, en s'inspirant des pratiques qu'ils avaient expérimentées au sein de l'Association astronomique de Paris en Sorbonne : création de la Commission nationale des clubs d’astronomie, camps d’astronomie de Chamaloc avec la Société astronomique de France (avec Bruno Morando et Yvon Dargery), campagnes concertées des clubs, du Comité inter associatif astronomie (avec M. Legrand et E. Piednoel), ouverture du T60 de l'Observatoire du Pic du Midi aux amateurs (sur proposition de son directeur à l'époque J.-P. Zahn) puis les secteurs pédagogie et formation, qui développeront des pédagogies actives de découverte des sciences et techniques. 
Il préside depuis 1993 l'Association française d'astronomie (AFA), association d'éducation populaire, reconnue d'utilité publique (depuis 2005) dont le but est de « donner l'envie et les moyens au plus large public de s'intéresser à l'astronomie ». À ce titre il est directeur de la publication de la revue éditée par l'AFA, le magazine mensuel Ciel et Espace qui compte plus de 20 000 abonnés. Il a également piloté la création du programme Ciel des Quartiers (depuis 1997), du label et du réseau Stations de Nuit (depuis 1996), des Rencontres du ciel et de l’espace (depuis 1998), et surtout des opérations nationales Nuit des étoiles avec Éric Piednoel, Alain Cirou, Hubert Reeves et Daniel Kunth (depuis 1991). 
De 2004 à 2008, il a également présidé le CIRASTI, Collectif inter-associatif pour la réalisation d'activités scientifiques et techniques internationales, Mouvement français des Exposciences, dont il est toujours vice-président. De 1996 à 1999 il a présidé l'association Éclipse Info 99 qui a diffusé gratuitement plus d'une dizaine de millions de lunettes de protection pour l'éclipse totale de soleil du 11 août 1999. Il a contribué à créer, depuis 2006, les Rencontres annuelles de l’animation scientifique et technique en association avec l’IUT de Tours.

### Prix et distinctions
- Chevalier de la Légion d'honneur, 2011
- Officier de l'ordre national du Mérite, 2021
- Grand Prix international Jugend Forscht du journal Stern, Mayence, 1973

L'astéroide (14617) Lasvergnas découvert le 21 octobre 1998 à Caussols par le projet ODAS porte son nom, en référence à ses activités associatives dans le champ de l'astronomie.
Olivier Las Vergnas est l'un des deux premiers français avec son collègue Philippe Carré à avoir été intégrés (en 2018) au sein du "Temple international de la renommée de l'éducation des adultes et de la formation continue" (International Adult and Continiuing Education Hall of Fame (en)) situé à Oklahoma City aux États-Unis.

## Publications et productions éditoriales

### Coproductions télévisuelles
- Emplois du temps, chronique hebdomadaire sur France 3, 1994
- Cité des métiers, émissions de 52 min sur La cinquième avec Pouchka Production, 1995
- Nuits des étoiles, contributions aux émissions spéciales sur France 2, de 1992 à 2000
- Le temps des souris, coproduction Bonne Pioche/CSI/La 5°/FSE série documentaire, 10 fois 26 min et 1 fois 52 min, sur France 5, de 1999 à 2001
- Eco matin, chronique du journal avec Rachid Arhab sur France 5, 2003
- Le journal de l’emploi, chronique sur la chaîne câblée « Demain ! », 2001 à 2003

### Ouvrages scientifiques
- "Le e-learning informel ? Des apprentissages diffus, noyés dans la participation en ligne" (2017, ouvrage collectif sous sa direction). Editions des Archives Contemporaines,  (ISBN 978-2813002693)[15].
- "À la recherche des variations des étoiles fixes: 2000 ans de catalogues et d’estimations d’éclats: un exemple de mélange de données qualitatives et quantitatives traitées par l’analyse des correspondances". (2016, réédition commentée de sa thèse de 1990) Editions des archives contemporaines,  (ISBN 9782813002372).
- "Nouvelles coopérations réflexives en santé : De l'expérience des malades et des professionnels aux partenariats de soins, de formation et de recherche". (2014, ouvrage collectif dirigé avec Emmanuelle Jouet et Elisabeth Noël-Hureaux). Editions des archives contemporaines,  (ISBN 9782813001375)[16].

### Autres publications scientifiques
- Créateur et rédacteur en chef de la revue Infos astro, de 1976 à 1983
- Directeur de la publication du mensuel Ciel et espace, depuis 1993
- Directeur de la rédaction de la revue scientifique classée "TransFormations - Recherches en éducation et formation des adultes" depuis 2015
- Nombreux articles sur l’astronomie expérimentale (revue Infos astro) et sur l’action culturelle, l’éducation populaire, la formation tout au long de la vie (revues Pour, Alliage, Savoirs, Actualité de la formation professionnelle, BBF)
- Contribution à plusieurs ouvrages collectifs comme Science en bibliothèque, sous la direction de F. Agostini, L’integratione al servizio del cittadino, sous la direction de A. Salomone, Internationales Jahrbuch der Erwachsenenbildung sous la direction de Künzel, 2007
- « La culture scientifique et les non scientifiques, entre allégeance et transgression de la catégorisation scolaire »[17], note pour l'habilitation à diriger des recherches, Université de Nanterre - Paris X (HDR soutenue le 13 septembre 2011 ; André Giordan, président, Philippe Carré, promoteur
- « Contribution à l'étude des estimations historiques des éclats des étoiles brillantes par des analyses multidimensionnelles »[18], thèse de doctorat en sciences de l'Univers, université Pierre-et-Marie-Curie - Paris VI et observatoire de Paris-Meudon (thèse soutenue le 25 juin 1990 ; Bruno Morando, président, Jean-Paul Benzécri, directeur)

### Expositions
- L’outil laser, commissariat général, avec la ville de Jusivy-sur-Orge, de 1983 à 1984 à Jusivy puis itinérance dans 6 autres villes
- Métro à ciel ouvert, commissariat général avec Igor Beauvois, MarcDavid et Pascale Moigner, dans 16 stations de métro RATP/ANSTJ/AFA, 1985[19]
- « Expositions/posters » imprimées à plusieurs centaines d'exemplaires

#### Principales «expositions/posters»
- 1000 milliards de planètes, avec Éric Piednoel, coproduction AFA, 2002
- Voyages extraordinaires, avec Éric Piednoel, coproduction AFA, 2003
- Les quatre saisons du temps, avec Éric Piednoel, coproduction AFA et Casden, 2004
- Ciel miroir des cultures, avec Éric Piednoel, 14 posters, 300 ex. coproduction AFA et ministère de la culture, 2005
- Reflets de ciel : rêves et raisons, avec Éric Piednoel, 17 posters, 300 ex. coproduction AFA, MacVal et ministère de la culture, 2008
- Astroparticules, avec Éric Piednoel et Arno Marsollier, 15 posters, coproduction AFA, Aspera, (traduite en 4 langues) 2009
- Songe d'une nuit étoilée, avec Eric Piednoel, 14 posters, 300 ex. coproduction AFA et ministère de la culture, 2010

### Romans
- Romanesque 2.0[20], éd. Passager clandestin, Paris, 2007  (ISBN 978-2-916952-01-7)
- Autopsie d'un sans-papiers[21], éd. Passager clandestin, Paris, 2009 ; rééd. sous le titre Un vrai temps de chiens, éd. Pocket, collection Pocket Science-fiction no 7069, Paris, 2012